# Асбест (административно-территориальная единица)
Административно-территориальная единица город Асбест — административно-территориальная единица Свердловской области Российской Федерации со статусом, соответствующим категории города областного подчинения. Административный центр — город Асбест.
С точки зрения муниципального устройства на территории АТЕ город Асбест образованы три городских округа: Асбестовский, Малышевский и Рефтинский.

## География
Асбест как административно-территориальная единица граничит со следующими административно-территориальными единицами:
- на севере с Режевским районом;
- на северо-востоке с Артёмовским районом;
- на востоке с Сухоложским районом;
- на юге с Белоярским районом;
- на западе с городом Берёзовским.

## История

### Асбестовский городской совет
10 мая 1934 года город Асбест был отнесён к категории городов областного подчинения, оставаясь административным центром Асбестовского района, в составе которого оставался, в частности, Изумрудский поссовет, состоявший из рабочего посёлки Изумруда и подчинявшегося ему посёлка имени Малышева.
С 31 декабря 1935 года Асбестовский район был упразднён и его населённые пункты переданы в состав территории города Асбеста.
6 апреля 1956 года решением облисполкома № 157 подчинявшийся Асбестовскому горсовету посёлок Островное с прилегающими лесными кварталами 1, 2, 8, 9, 15, 16 был передан в административное подчинение Монетного поссовета города Берёзовского.
25 апреля 1958 года решением облисполкома № 259 в административно-территориальное подчинение Асбестовского горсовета был передан посёлок Асбестовского дома отдыха.
1 февраля 1963 года Указом Президиума Верховного Совета РСФСР Асбестовский горсовет подчинён Свердловскому областному (промышленному) Совету депутатов трудящихся и горсовету переданы в подчинение Заречный и Изумрудский поссоветы.
27 апреля 1963 года решением промышленного и сельского облисполкомов № 210-176 из Белоярского поссовета Белоярского сельского района были переданы в подчинение Заречного поссовета пригородной зоны Асбеста посёлки фабрики им. Коминтерна и инструментального завода, посёлок Мельзавода № 5 Заречного поссовета в подчинение Белоярского поссовета, посёлок Кировский Заречного поссовета в подчинение Мезенского сельсовета, посёлки Режик и Каменка из Ялунинского сельсовета Белоярского сельского района в подчинение Асбестовского горсовета.
14 августа 1964 года решением промышленного облисполкома № 404 в городскую черту Асбеста был включён посёлок Черемша и предполагался перенос административного центра Изумрудского поссовета в посёлок имени Малышева, 23 октября решение о переносе было отменено.
22 ноября 1966 года Указом Президиума Верховного Совета РСФСР посёлок отделения № 6 Баженовского совхоза был переименован в посёлок Белокаменный.
30 ноября решением решением облисполкома № 937 населённый пункт при строительстве Рефтинской ГРЭС был отнесён к рабочим посёлкам с присвоением наименования Рефтинский, образован Рефтинский поссовет.
26 мая 1967 года решением облисполкома № 433 посёлок Малышева был наделён статусом рабочего посёлка и стал административным центром поссовета, Изумрудский поссовет переименован в Малышевский
11 марта 1971 года решением облисполкома был образован Белокаменский сельсовет, в состав которого вошли посёлки Белокаменный (административный центр) и Асбестовского дома отдыха.
30 декабря 1976 года решением облисполкома № 1099 был исключён прекративший существование посёлок Марковка.
9 февраля 1977 года решением облисполкома № 78 было уточнено название одного из посёлков Малышевского поссовета: Шамейка (встречался вариант Шамейский).
23 февраля 1977 года решением облисполкома № 120 в городскую черта Асбеста были включены посёлки Новоокунево, Пролетарка и Староокунево.
29 марта 1978 года решением облисполкома № 195 в черту Изумруда были включены посёлки Лесозавод и Новокирпичный Малышевского поссовета.
24 июля 1984 года Решением облисполкома № 265 был исключён из учётных данных посёлок Асбестовский дом отдыха как фактически слившийся с Белокаменным; решением № 265-а был зарегистрирован и передан в административное подчинение Асбестовскому горсовету населённый пункт с предполагаемым названием Красноармейский; решением № 265-б была зарегистрирована в качестве объекта служебного назначения строящаяся железнодорожная станция для перевозки грузов птицефабрики «Рефтинской» города Асбеста с присвоением наименования «Бройлерная».
18 марта 1985 года Указом Президиума Верховного Совета РСФСР было утверждено название Красноармейский для населённого пункта, возни
22 февраля 1991 года решением облисполкома № 89 был образован Красноармейский сельсовет.
18 апреля 1991 года решением облисполкома № 204 была установлена городская черта Асбеста.

### Муниципальные образования
В 1992 году было образовано муниципальное образование город Асбест, из состава которого впоследствии в 1995—1996 годах по результатам местных референдумов выделились муниципальные образования рабочий посёлок Малышева, Рефтинский и посёлок Белокаменный. 10 ноября 1996 года муниципальные образования были включены в областной реестр. Посёлок Белокаменный представлял одно из немногих на тот момент самостоятельных сельских муниципальных образований не районного типа. С 1 января 1998 года посёлок был восстановлен в составе муниципального образования города Асбеста.
С 31 декабря 2004 года в рамках реформы местного самоуправления муниципальные образования город Асбест, рабочий посёлок Малышева и посёлок Рефтинский были наделены статусом городских округов, при этом рабочий посёлок Изумруд в составе муниципального образования рабочий посёлок Малышева был отнесён к сельским населённым пунктам. С 1 января 2006 года были утверждены наименования: Асбестовский городской округ, Малышевский городской округ, городской округ Рефтинский.

## Населённые пункты, административно-территориальное устройство
В составе города Асбеста как административно-территориальной единицы восемь населённых пунктов, которые до 1 октября 2017 года делились на 2 сельсовета, 1 город, 2 рабочих посёлка (в подчинении одного из них сельские населённые пункты) и 1 сельский населённый пункт, входящий в город непосредственно.

### Административно-территориальное устройство до 1.10.2017
| №        | ТЕ / АТЕ        | Состав                                  | Упразднённые после 1991 н.п.              | ГО           |
| -------- | --------------- | --------------------------------------- | ----------------------------------------- | ------------ |
| 1        | город Асбест    | Асбест                                  |                                           | Асбестовский |
| 2        | рп Малышева     | рп Малышева, посёлки Чапаева, Шамейский | посёлки Ильинский, Коммунальный, Осиновка | Малышевский  |
| 3        | рп Рефтинский   | рп Рефтинский                           |                                           | Рефтинский   |
| 4        | с.н.п.          | посёлок Изумруд                         |                                           | Малышевский  |
| 4.000001 | сельсоветы      |                                         |                                           |              |
| 5        | Белокаменский   | посёлок Белокаменный                    |                                           | Асбестовский |
| 6        | Красноармейский | посёлок Красноармейский                 |                                           | Асбестовский |

### Населённые пункты
| № | Населённый пункт | Тип               | Население | Городской округ |
| - | ---------------- | ----------------- | --------- | --------------- |
| 1 | Асбест           | город, адм. центр | ↘56 533   | Асбестовский    |
| 2 | Белокаменный     | посёлок           | ↘1932     | Асбестовский    |
| 3 | Изумруд          | посёлок           | ↗1440     | Малышевский     |
| 4 | Красноармейский  | посёлок           | ↗490      | Асбестовский    |
| 5 | Малышева         | пгт               | ↘8400     | Малышевский     |
| 6 | Рефтинский       | пгт               | ↘15 084   | Рефтинский      |
| 7 | Чапаева          | посёлок           | ↗15       | Малышевский     |
| 8 | Шамейский        | посёлок           | ↘43       | Малышевский     |

До октября 2004 года посёлок Изумруд являлся рабочим посёлком. Согласно справочникам административно-территориального устройства, находился в составе Малышевского поссовета, согласно ОКАТО, в непосредственном подчинении Асбеста.
С 1 октября 2017 года статус рабочих посёлков у Малышева и Рефтинского был упразднён при сохранении статуса посёлков городского типа.
До 2020 года в ОКАТО посёлки Чапаева и Шамейский определялись как сельские населённые пункты, подчинённые администрации рп Малышева (то есть в составе Малышевского поссовета).

### Упразднённые населённые пункты
27 ноября 2001 года были упразднены посёлки Коммунальный и Осиновка (Малышевского поссовета).
22 ноября 2004 года был упразднён посёлок Ильинский, расположенный в административных границах города Асбеста (ранее в составе Малышевского поссовета).